# تنها کسی که عاشقش هستی (ترانه)
«تنها کسی که عاشقش هستی» (به انگلیسی: The One You Love) ترانه‌ای از خواننده-ترانه‌سرای آمریکایی/کانادایی روفس وین‌رایت و دومین قطعه از چهارمین آلبوم استودیویی او با نام Want Two است. «تنها کسی که عاشقش هستی» همچنین اولین تک‌آهنگی‌ست که در سال ۲۰۰۵ از آن آلبوم منتشر شده‌است.

## افراد مشارکت‌کننده
- روفس وین‌رایت: آواز، پیانو و گیتار آکوستیک
- مارتا وین‌رایت: آواز مکمل
- جری لئونارد: گیتار الکتریک
- چارلی سکستن: گیتار الکتریک
- جف هیل: گیتار باس
- لوان هلم: درامز